# Kwas jodawy
Kwas jodawy (nazwa Stocka: kwas jodowy(III)), HIO
2 – nieorganiczny związek chemiczny z grupy tlenowych kwasów jodu, w którym jod występuje na III stopniu utlenienia. Jego sole to jodyny.